# La Torre dell'Alchimista
La Torre dell'Alchimista è un gruppo di rock progressivo nato nel 1997 ad Alzano Lombardo in provincia di Bergamo.

## Storia del gruppo
La formazione iniziale del gruppo vede come cantante Michele Giardino, al basso Davide Donadoni ed alle tastiere Michele Mutti, ai quali si aggiunge successivamente alla batteria Noberto Mosconi e Silvia Ceraolo al flauto. Nel 2001 viene pubblicato il primo album del gruppo, intitolato La Torre dell'Alchimista per l'etichetta Kaliphonia (che ora non è più in attività).
Dopo l'uscita del disco la formazione del gruppo cambia e nel giugno del 2002 il gruppo partecipa al NEARfest, tra i principali festival mondiali di rock progressivo, e da questa esperienza viene tratto il materiale per il disco dal vivo USA...you know? del 2005 edito da Ma.Ra.Cash Records.
Nel 2004 il gruppo partecipa anche al Gouveia Art Rock festival in Portogallo ed il materiale di questo concerto è stato pubblicato nel DVD Gouveia Art Rock 2004.
Nuovo cambio di formazione dopo il concerto in Portogallo, con l'ingresso di Michelangelo Donadini alla batteria ed il gruppo lavora alla composizione del loro secondo album in studio, pubblicato nel 2007 con il nome di Neo, sempre edito da MaRaCash records.

## Formazione
- Michele Giardino: voce
- Davide Donadoni: basso
- Michele Mutti: tastiere
- Michelangelo Donadini: batteria

## Discografia
- 2001: La Torre dell'Alchimista
- 2005: USA...you know?
- 2007: Neo